# Макула Полазника
Макула Полазника (лат. Polaznik Macula) — макула (темна пляма) на поверхні Титана, найбільшого супутника Сатурна. Має витягнуту форму і дещо вигинається дугою на північ. Максимальний розмір — 350 км, координати центру — 41°06′ пд. ш. 79°36′ сх. д. / 41.1° пд. ш. 79.6° сх. д.. Була відкрита на інфрачервоних знімках, зроблених космічним апаратом «Кассіні» 28 січня 2010 року (під час прольоту повз Титана, позначеного T66).
Макули Титана прийнято називати на честь богів щастя, миру та злагоди різних народів. Цю макулу названо на честь Полазника — згідно з деякими варіантами міфу, слов'янського бога новорічного щастя. Цю назву було затверджено Міжнародним астрономічним союзом 5 квітня 2010 року.
У межах макули Полазника є два вуглеводневих озера: 140-кілометрове озеро Сіонаскейг (лат. Sionascaig Lacus, на сході) та 30-кілометрове озеро Урмія (Urmia Lacus, на заході), причому в першому є острів. Це перші озера, відкриті в помірній зоні Титана (інші знаходяться в полярних областях, переважно в північній). Не виключено, що макула містить і інші озера. Можливо, вона є залишком великої «вуглеводойми», нині майже висохлої.